# Диннань
Динна́нь (кит. упр. 定南, пиньинь Dìngnán) — уезд городского округа Ганьчжоу провинции Цзянси (КНР).

## История
Уезд был создан во времена империи Мин в 1569 году. Во времена империи Цин он был в 1773 году понижен в статусе, и стал Диннаньским комиссариатом (定南厅) Ганьчжоуской управы (赣州府). После Синьхайской революции в Китае была проведена реформа структуры административного деления, в ходе которой управы были упразднены, а комиссариаты — преобразованы в обычные уезды, и поэтому в 1913 году Диннаньский комиссариат снова стал уездом Диннань.
После образования КНР в 1949 году был создан Специальный район Ганьчжоу (赣州专区), и уезд вошёл в его состав. В ноябре 1949 года Специальный район Ганьчжоу был расформирован, и был создан Ганьсинаньский административный район (赣西南行署区). 17 июня 1951 года был упразднён Ганьсинаньский административный район и воссоздан Специальный район Ганьчжоу. В мае 1954 года Специальный район Ганьчжоу был переименован в Ганьнаньский административный район (赣南行政区). В мае 1964 года Ганьнаньский административный район был снова переименован в Специальный район Ганьчжоу. В 1970 году Специальный район Ганьчжоу был переименован в Округ Ганьчжоу (赣州地区).
Постановлением Госсовета КНР от 24 декабря 1998 года Округ Ганьчжоу был преобразован в городской округ; это постановление вступило в силу с 1 июля 1999 года.

## Административное деление
Уезд делится на 7 посёлков.